# Seznam irskih arheologov
Seznam irskih arheologov.

## D
- Rúaidhri De Valera

## G
- Thomas Gann

## P
- George Petrie

## W
- William Wilde